# Mudder Cordes
Pour les articles homonymes, voir Cordes.
Mudder Cordes (en brêmois, « La Mère Cordes) », de son vrai nom Metta Behrens, épouse Cordes (née le 21 décembre 1815 à Brême, morte le 16 décembre 1905 à Delmenhorst) est une figure du folklore de Brême.

## Biographie
Metta Cordes est la fille d'un paysan d'Oberneuland. Elle fréquente l'école du village puis travaille comme femme de ménage. En 1833, elle épouse le fabricant de cigares Cordes, qui meurt peu après. Ils ont eu ensemble cinq enfants. Elle vit dans une extrême pauvreté. Elle doit confier quatre enfants à l'orphelinat et garde avec elle le plus jeune. Elle vend des fruits et des légumes en tirant sa charrette dans les rues du quartier de Neustadt. En 1860, un ouvrier lui offre un chien appelé Sultan pour qu'il tire la charrette. Ceci lui fait de la publicité et lui donne une réputation. Après la mort de Sultan, les employés d'une pompe funèbre lui donnent en 1866 un âne appelé Anton, pour Anton Spohler, un employé du port. Lorsque l'âne meurt en 1895, l'Übersee-Museum Bremen l'empaille et l'expose. Mudder Cordes part chez sa fille à Delmenhorst.
À Brême, une statue en bronze, œuvre de Christa Baumgärtel, inaugurée en 1987, lui rend hommage.

## Source de la traduction
- (de) Cet article est partiellement ou en totalité issu de l’article de Wikipédia en allemand intitulé « Mudder Cordes » (voir la liste des auteurs).